# دشت أباد العليا (زرين دشت)
دشت أباد العلیا (بالفارسية: دشت‌آباد علیا) هي قرية تقع في إيران في قسم زرين دشت الريفي. يقدر عدد سكانها بـ 461 نسمة .